# Kleinsaara
Kleinsaara ist ein Ortsteil von Saara im Landkreis Greiz in Thüringen.

## Lage
Kleinsaara liegt unweit westlich von Großsaara und der Stadt Gera sowie an der Landesstraße 1076 Richtung Hermsdorfer Kreuz.

## Geschichte
Am 4. September 1533 wurde das Dorf erstmals urkundlich erwähnt.
Die Inhaber des bestehenden Rittergutes (1611–1861) in Großsaara bewirtschafteten auch das Rittergut aus Kleinsaara mit. 1789 erwarb beide Güter die Landesherrschaft Reuß-Gera. Während der DDR-Zeit wurde das Gut verstaatlicht.
Am 1. Juli 1950 wurde Kleinsaara mit Geißen und Großsaara zur neuen Gemeinde Saara zusammengeschlossen.